# Пайю-Мендеш (Феррейра-ду-Зезере)
Пайю-Мендеш (порт. Paio Mendes) — район (фрегезия) в Португалии, входит в округ Сантарен. Является составной частью муниципалитета Феррейра-ду-Зезере. По старому административному делению входил в провинцию Рибатежу. Входит в экономико-статистический субрегион Медиу-Тежу, который входит в Центральный регион. Население составляет 547 человек на 2001 год. Занимает площадь 9,13 км².